# Melaenornis
Genre
Melaenornis est un genre d’oiseaux de la famille des Muscicapidae.

## Taxonomie
S'appuyant sur diverses études phylogéniques qui montrent qu'elles forment un clade d'espèces proches, le Congrès ornithologique international (classification version 4.1, 2014) transfère dans ce genre toutes les espèces des genres Bradornis (Gobemouche pâle, Gobemouche traquet, Gobemouche à petit bec et Gobemouche du Marico), Dioptrornis (Gobemouche chocolat, Gobemouche d'Angola et Gobemouche de Fischer) et Sigelus (Gobemouche fiscal).

### Liste d'espèces
Selon la classification de référence du Congrès ornithologique international (version 14.1, 2024) :
- Melaenornis brunneus – Gobemouche d'Angola
- Melaenornis fischeri – Gobemouche de Fischer
- Melaenornis chocolatinus – Gobemouche chocolat
- Melaenornis annamarulae – Gobemouche du Libéria
- Melaenornis ardesiacus – Gobemouche de Berlioz
- Melaenornis edolioides – Gobemouche drongo
- Melaenornis pammelaina – Gobemouche sud-africain